# Tubería forzada

Esquema de una central hidroeléctrica. La letra F corresponde a la tubería forzada.

Una tubería forzada es la tubería que lleva el agua a presión desde el canal o el embalse hasta la entrada de la turbina.

## ASME/ANSI
- ASME B31.1 - Tuberías en plantas de generación. (En inglés a las tuberías forzadas y en ocasiones a las compuertas se las llama penstock)

## Euro-código
- EN 1980 Tuberías industriales metálicas
- EN 1916 -2003 Tuberías de hormigón y de hormigón armado